# Св. св. Кирик и Юлита (Банкя)
„Св. св. Кирик и Юлита“ е православен храм в град Банкя с патрони светите мъченици Кирик и Юлита. Храмовият празник е на 15 юли.

## История
Решението за строеж на църквата „Св. св. Кирик и Юлита“ е взето на 30 декември 1925 година от настоятелство с председател отец Цветан Стоянов. Църквата наследява името си от малка дървена църквичка, която тогава е била разположена в близост.
Архитектурният план на храма е изготвен от специалиста по църковно строителство архитект К. Цветков. Строежът започва през 1930 година. Дърворезбите на иконостаса и на външната врата са дело на майстора-резбар Иван Маранов, а иконите са изографисани от българските художници Петров, Василев, Гюдженов, Куюмджиев.
Сред големите дарители за строежа са семейството на министъра на финансите Михаил Тенев (1856 – 1943), собственик на голяма част от земите в Банкя и дарител на имота, и съпругата му Домна Тенева (1858 – 1931), вдовица на разстреляния офицер Коста Паница (1857 – 1890), чието име носи улицата под църквата. Други големи дарители са семействата Чапрашикови и Трънкарови. Църковната камбана е дар от банчанинът Божил Спасов. Камъните за строежа на църквата са докарани от местното население от село Мало Бучино.
Тържественото освещаване е направено на 24 юли 1932 година от софийския митрополит Стефан, бъдещия български екзарх, в присъствието на Цар Борис III, председателя на Народното събрание и министри.
През 2010 – 2011 година в църквата са поставени витражи по проект на акад. Светлин Русев, изпълнени от художничката на стъкло Ангелина Павлова.
Към енорията на „Св. св. Кирик и Юлита“ спадат още три от останалите църкви в Банкя, които се обслужват от свещениците на храма - най-старият храм в града „Вси Светии“, който е построен през X-XI век и се намира в квартал „Вердикал“, църквата „Св.вмчк Георги Победоносец“ в квартал „Градоман“, както и храм „Св. Лазар“, който се намира в квартал „Михайлово“. и е осветен през 2023 година

## Галерия
- Храмовата икона
- Паметна плоча на дарителите семейство Теневи
- Паметна плоча на дарителите семейство Трънкарови